# (2859) Paganini
(2859) Paganini ist ein Asteroid des Hauptgürtels, der am 5. September 1978 vom russischen Astronomen Nikolai Stepanowitsch Tschernych am Krim-Observatorium in Nautschnyj (IAU-Code 095) entdeckt wurde.
Der Asteroid wurde nach dem italienischen Komponisten und Geiger Niccolò Paganini (1782–1840) benannt.